# میکل ساندستود
میکل ساندستود (دانمارکی: Michael Sandstød؛ زادهٔ ۲۳ ژوئن ۱۹۶۸) دوچرخه‌سوار اهل دانمارک است.
وی در مسابقات کشوری و بین‌المللی در مجموع برندهٔ ۱ مدال نقره، ۱ مدال برنز شده‌است.